# Salif Keïta (énekes)
Salif Keïta (1949. augusztus 25. –) afro-pop énekes-zeneszerző Maliból. Több szempontból is kivételesnek számít, egyrészt őt tartják „Afrika arany hangjának”, a mali királyi család egyenes ági leszármazottja, és ráadásul albínó. Nemesi származása miatt nem lehetett volna énekes, mert ez a griotok, vagyis az afrikai énekes bárdok feladata.
Keita Djoliba városában született, mind a családja, mind a közösség számára kívülálló volt, mert az albinizmus a mandika nép hiedelme szerint balszerencsét jelentett.  1967-ben elhagyta a várost, és Bamakóba költözött, ahol először az államilag is támogatott Super Rail Band de Bamako együttes tagja lett, majd a Les Ambassadeurs együtteshez csatlakozott. Az 1970-es évek közepén az együttessel Elefántcsontpartra menekültek a Maliban uralkodó politikai viszályok miatt, majd nevüket Les Ambassadeurs Internationales-ra változtatták. 1977-ben Keitát a guineai elnök Nemzeti Érdemrenddel jutalmazta zenei munkásságáért.
Az énekes 1984-ben Párizsba költözött. Zenéje ötvözi az európai, amerikai és nyugat-afrikai dallamvilágokat, mindezt muzulmán hitvilággal keverve. A dalaiban leggyakrabban előforduló hangszerek a balafon, a djembe, a gitár, a kora, az orgona, a szaxofon és a szintetizátor.
Keita Európában talán legismertebb dala a Tomorrow, mely a Will Smith főszereplésével készült, Muhammad Ali életét bemutató Ali című film egyik betétdala volt. 2002-ben jelent meg a Moffou albuma amelynek egyik legismertebb kislemeze a Madan, amelyhez többek között a francia dj/producer Martin Solveig is készített remixet. A szám eredetije és remixei számos válogatásra és dj mixre felkerültek a 2000-es évek elején.

## Diszkográfia
- Soro - 1987 - Mango
- Ko-Yan - 1989 - Mango
- Amen - 1991 - Mango
- Destiny of a Noble Outcast - 1991 - PolyGram
- 69-80 - 1994 - Sonodisc
- Folon - 1995 - Mango
- Rail Band - 1996 - Melodie
- Seydou Bathili - 1997 - Sonodisc
- Papa - 1999 - Blue Note
- Mama - 2000 - Capitol
- Sosie - 2001 - Mellemfolkeligt
- Moffou - 2002 - Universal Jazz France
- Salif Keita The Best of the Early Years - 2002 - Wrasse
- Remixes from Moffou - 2004 - Universal Jazz France
- M'Bemba - 2005 - Universal Jazz France
- The Lost Album - 2005 (Original released: 1980) - Cantos
- La différence (Emarcy ,2009)
- Anthology, 2011
- Talé - Universal, Philippe Cohen-Solal, 2012
- Un Autre Blanc - Universal, 2018